# Onze-Lieve-Vrouw-Presentatiekerk (Ommel)

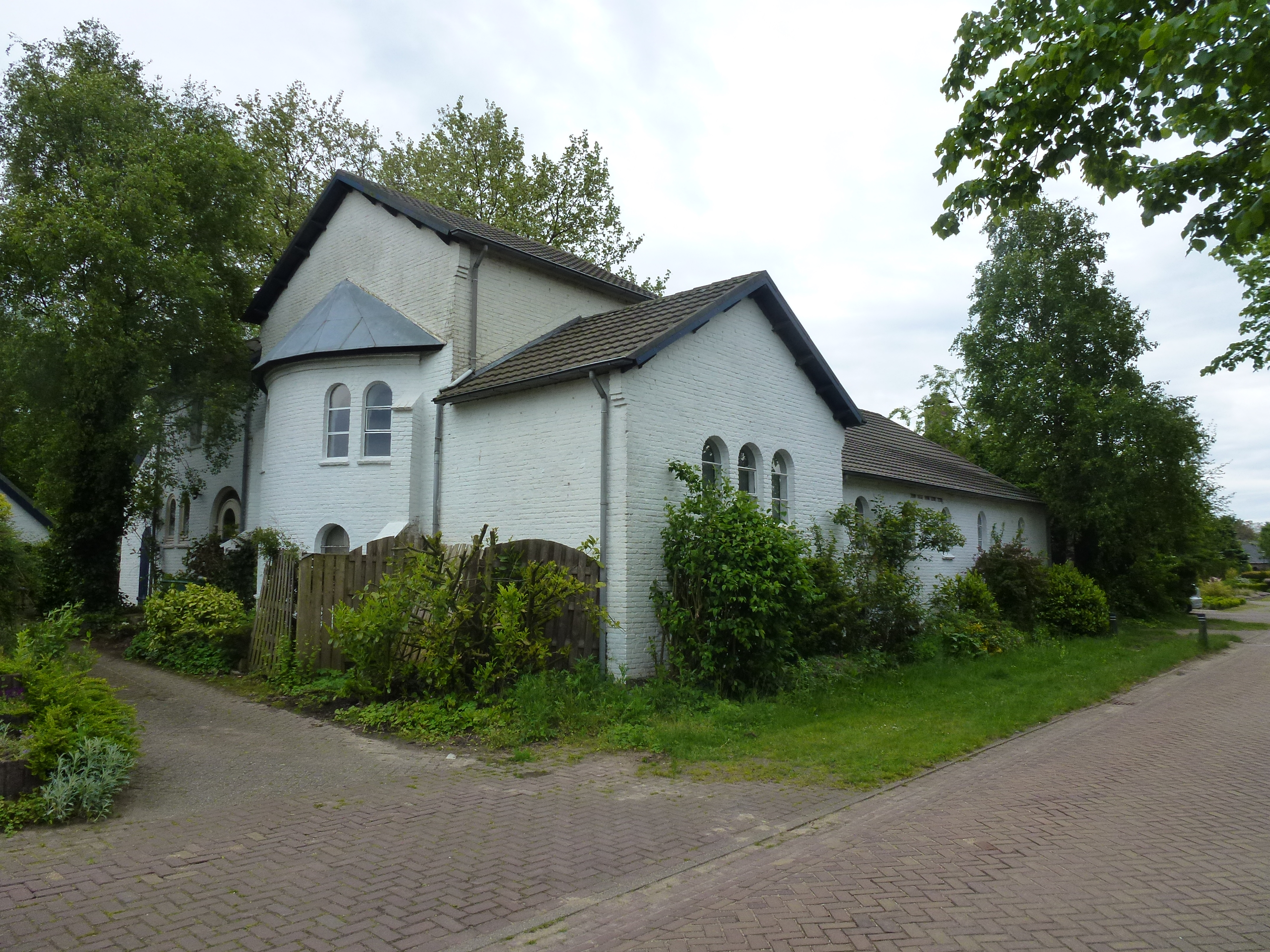
Noodkerkje

De Onze-Lieve-Vrouw-Presentatiekerk is een kerkgebouw in Ommel in de gemeente Asten in de Nederlandse provincie Noord-Brabant. Het kerkgebouw staat aan de Marialaan 16, niet ver van het Onze Lieve Vrouweplein. Achter de kerk ligt aan de zuidzijde Processiepark Mariaoord.
De kerk is gewijd aan Onze Lieve Vrouw Presentatie.

## Geschiedenis
Rond 1400 werd er door lokale bewoners een Mariabeeldje gevonden en dit beeldje kreeg in 1444 een plek in een nieuwe kapel ter plaatse van de tegenwoordige Kruisstraat / Kloosterlaan. De kapel werd een pelgrimsoord waar pelgrims kwamen om Maria te vragen om hulp. Het Mariabeeldje draagt de naam Onze-Lieve-Vrouwe van Ommel.
Na de Vrede van Münster in 1648 konden rooms-katholieken hun geloof moeilijker openbaar belijden. Pas in 1732 werden de nonnen van een nabijgelegen klooster verdreven naar Limburg, waarbij de kapel in handen kwam van de protestanten.
Aan het einde van de Franse tijd rond 1814 kregen de katholieken het beeldje terug, maar het moest tijdelijk gehuisvest worden in Asten omdat de oude kapel vervallen was.
In 1839 kwam de restauratie van de kapel klaar en in 1840 werd het beeld van Asten terug overgebracht naar Ommel. De kapel werd weer in toenemende mate door pelgrims bezocht en kwamen er bedevaarten. Vanaf 1845 werden er onder andere vanuit Helmond en Asten processies georganiseerd.
In 1882 werd Ommel een zelfstandige parochie. De kapel werd vervolgens uitgebreid met een neogotisch koor en een kerktoren en de kapel werd tot parochiekerk verheven. Op 7 mei 1900 vond de inwijding van de kerk plaats. Door het toenemende aantal pelgrims werd de kerk te klein en bouwde men naast de kerk een kiosk zodat alle aanwezigen toch de kerkdienst konden bijwonen.
In 1913 werd begonnen met de aanleg van Processiepark Mariaoord, omdat de kerk te klein was geworden voor het aantal pelgrims en er zo ruimte ontstond om de pelgrims te ontvangen. In 1914 werd op tweede paasdag het processiepark ingewijd. 
In 1944 werd de neogotische kerk verwoest door oorlogshandelingen. Het beeldje was tijdig uit de kerk weggehaald. Na de verwoesting van de kerk werd er gebruik gemaakt van een noodkerk aan de Kloosterstraat 30. Deze noodkerk, later bekend als het witte kerkje, ontstond door de ombouw van een boerenschuur. Dit kerkje werd in neoromaanse trant gebouwd en werd tot 1962 als zodanig gebruikt. Daarna werd het woonhuis en bed and breakfast.
In 1961-1962 werd vlak bij de plaats van de verwoeste oude kerk naar het ontwerp van architect Cees Geenen een nieuw kerkgebouw gebouwd, dat eveneens aan Onze Lieve Vrouw Presentatie werd gewijd.

## Opbouw
De huidige kerk is een modern kerkgebouw waarin het genadebeeld van Onze-Lieve-Vrouwe van Ommel een eigen kapel heeft. Ten zuidwesten van de kerk staat een losstaande moderne klokkentoren. Aan de zuidzijde van het kerkgebouw bevindt zich een overkapte ruimte, de buitenkerk, waar zich een altaar en een preekstoel bevinden. Hier kan een openluchtmis opgedragen worden.